# Michael Liebensteiner
Michael Liebensteiner (* 1978 in Linz) ist ein österreichischer Kniechirurg.

## Leben
Nach der Matura 1996 am Bundesrealgymnasium in Linz studierte er von 1996 bis 2004 Humanmedizin an der Universität Innsbruck und von 1999 bis 2005 Sportwissenschaft und Fächerbündel in Innsbruck (Diplomarbeit bei Martin Burtscher). Nach der Promotion in Innsbruck 2010 bei Klaus Galiano und Bernd Stöckl und der Habilitation 2012 ebenda wurde er 2016 Professor im Fach Orthopädische Chirurgie.
Seine klinische Schwerpunkte sind gelenkerhaltende Kniechirurgie, primäre Endoprothetik, Revisions-Endoprothetik und Beinachsen-Deformitäten.